# Грудінін Павло Миколайович
Павло Миколайович Грудінін (рос. Павел Николаевич Грудинин; нар. 20 жовтня 1960 року, Москва, СРСР) — російський політик, юрист. Директор ЗАТ «Радгосп імені Леніна» з 1995 року.
Голова ради депутатів Міське поселення Видне (з 9 жовтня 2017 по 14 лютого 2019 року). Заслужений працівник сільського господарства РФ. Кандидат на пост президента Росії від КПРФ на виборах 2018 року, посів 2-е місце з результатом 11,77 % голосів. Офіцер запасу.

## Життєпис
Народився 20 жовтня 1960 року в Москві. Через рік сім'я переїхала в Ленінський район. Мати — Пищик Серафима Зіновіївна. Дід по матері за національністю — єврей.
Після закінчення 1977 року школи вступив до Московського інституту інженерів сільськогосподарського виробництва (МІІСВ) обравши професію сільськогосподарського інженера. Після закінчення навчання 1982 року працював інженером-механіком в радгоспі ім. Леніна.
- 1982–1989 — керівник механічної майстерні радгоспу.
- 1990 — заступник директора радгоспу з комерційних питань,
- 1995 — директор ЗАТ «Радгосп імені Леніна».
- 2001 — отримав другу освіту — закінчив Російську Академію Державної служби при президенті РФ за фахом «юриспруденція».

### Політична кар'єра
На виборах 14 грудня 1997 року до Московської обласної думи II скликання обраний за одномандатним виборчим округом № 2 (Видне, Ленінський район, Московська область). Обіймав посаду заступника голови комітету з бюджету, фінансової та податкової політики. У 2000 році був довіреною особою Путіна на президентських виборах.
У 2001 році — кандидат у депутати в Московську обласну думу III скликання. Вибори 16 грудня 2001 року в окрузі не відбулися. Був зареєстрований єдиний кандидат, тому вибори було перенесено на більш пізній термін. На повторних виборах, що відбулися 8 вересня 2002 року обраний в одномандатному виборчому окрузі № 2.
2007–2011 — депутат Московської обласної думи IV скликання, пройшовши за списком партії «Єдина Росія». Обіймав посаду заступника голови комітету з економічної та інноваційної політики.
2010 — балотувався на посаду голови Ленінського району Московської області. Виборчком відмовив йому в реєстрації через порушення у підписних листах кандидата.
До 2010 року був членом партії «Єдина Росія».
2011 — кандидат на виборах у Московську обласну думу V скликання від КПРФ: за списком партії, очолюючи регіональну групу № 9 та по Ленінському одномандатному округу № 9. Однак, У листопаді 2011 року Московський обласний суд скасував реєстрацію на підставі його інтерв'ю журналу «Російський репортер» від 3 листопада 2011 року, угледівши в ньому ознаки екстремізму
У грудні 2012 року Савелівський районний суд Москви визнав спотворення сенсу фрагментів інтерв'ю і слів інтерв'юйованого, однак зберіг тимчасову заборону Павла Грудініна на участь в якості кандидата на виборних посадах, у зв'язку з чим йому було відмовлено в реєстрації у 2013 році на виборах у Раду депутатів Ленінського муніципального району VI скликання по одномандатному округу № 14.
18 вересня 2016 року Грудінін балотувався в Державну думу РФ VII скликання від КПРФ — за партійним списком (дев'ятий номер в регіональній групі № 27, Московська область) і в Люберецькому одномандатному округу № 121 (Московська область), проте не пройшов за підсумками розподілу депутатських мандатів. В одномандатному окрузі посів друге місце (13,14 %).
Грудінін займає ряд громадських посад — є членом експертної ради при уряді РФ і заступником голови Комітету з питань розвитку агропромислового комплексу Торгово-промислової палати РФ.
У 2017—2019 роках — голова Ради депутатів міського поселення Видне.
14 лютого 2019 року Грудініна зняли з посту Голови ради депутатів Видного.
26 лютого 2019 року депутати міської поселення Чільне проголосували за те, щоб позбавити Грудініна депутатського мандата. Підставою стало подання Відновської міської прокуратури через ймовірне порушення в податковій декларації, де Грудінін не вказав наявність у нього офшору.
14 березня 2019 року, Президія ЦК КПРФ ухвалила рішення передати Павлу Грудініну мандат померлого 1 березня Жореса Алфьорова в Державній Думі.
21 березня 2019 року Центрвиборчком РФ відмовив Павлу Грудініну в передачі мандата депутата Держдуми.

### Вибори президента РФ (2018)

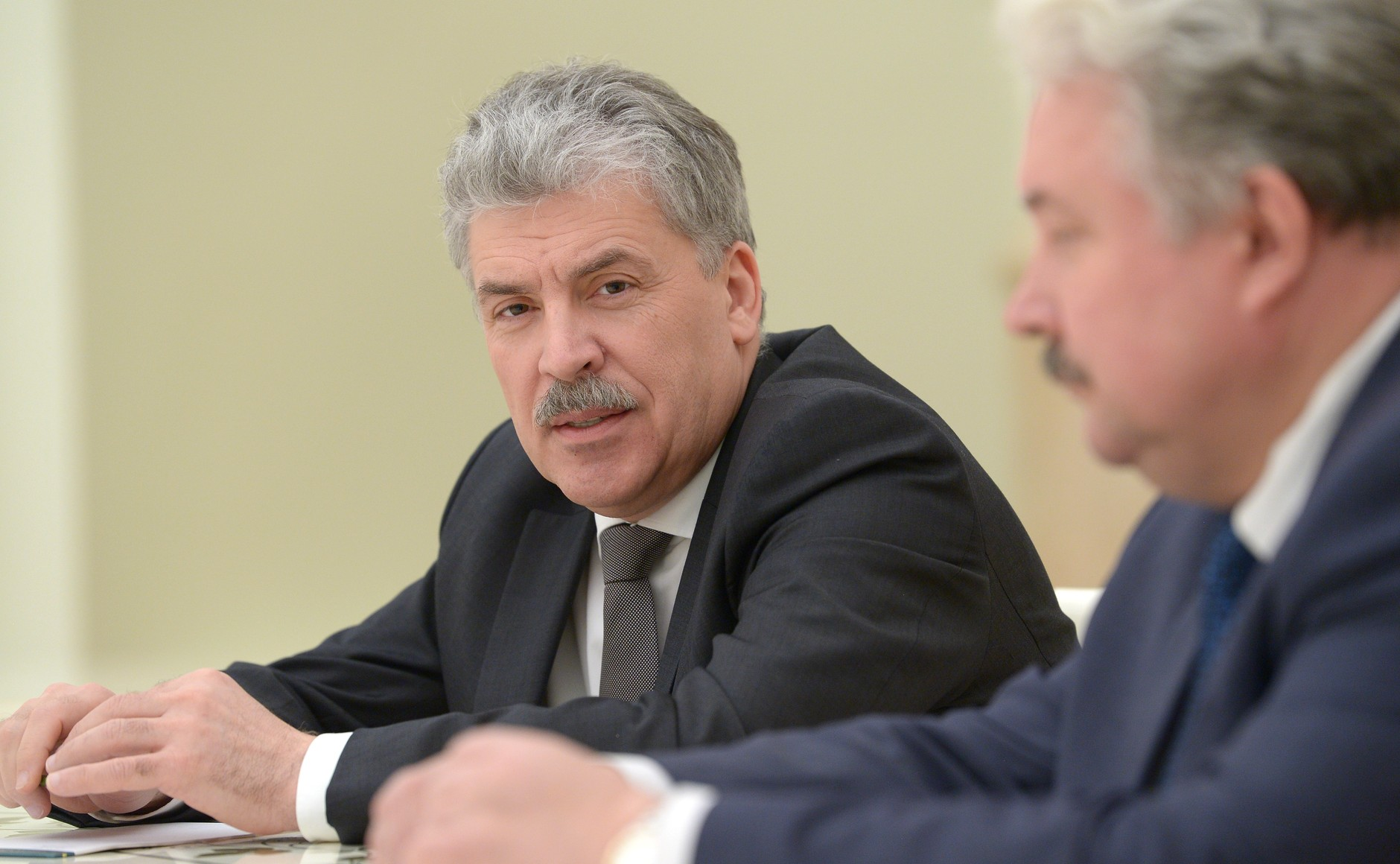
Павло Грудінін на зустрічі з Володимиром Путіним на наступний день після виборів, Кремль, 19 березня 2018 року

У листопаді 2017 року з ініціативи керівника «Лівого фронту» Сергія Удальцова, на сайті організації відбулися інтернет-праймеріз, з метою висунення єдиного кандидата від лівих сил. Грудінін у двох турах голосування здобув перемогу.
У грудні того ж року, за підсумками таємного голосування, обраний кандидатом на пост Президента Росії від КПРФ, лідер комуністів Геннадій Зюганов особисто запропонував кандидатуру Грудініна, яка була одноголосно підтримана ЦК КПРФ.
За підсумками Президентських виборів 2018 року зайняв 2 місце, набравши 11,77 %
Персона Павла Грудініна під час виборів піддавалася критиці і поширенню недостовірних відомостей.

### Нагороди
- «Заслужений працівник сільського господарства Російської Федерації» (2001)
- «Менеджер року-2005» в номінації «сільське господарство»[13] (2005).
- Є лауреатом громадської відзнаки у сфері виробництва продовольства «За достаток і процвітання Росії» (2006)
- Нагороджений нагрудним знаком АССАГРОС «За внесок у розвиток АПК» (2013).

### Визнання
- ЗАТ «Радгосп імені Леніна» серед 300 найкращих сільгосппідприємств РосіРФ, а Грудінін з 2002 року входить до рейтингу «ТОП-1000 російських менеджерів»[14].
- Переможець конкурсу «Менеджер року-2005» в номінації «сільське господарство» (2005)[15].
- Лауреат національної премії «Кращий керівник року 2010» (2010).

### Сім'я
- Одружений, виховує двох дорослих синів.